# Назаренко Андрій Валерійович
Андрій Валерійович Назаренко (нар. 8 березня 1979, с. Тузли, Татарбунарський район, Одеська область) — український державний службовець, політик. Голова Кіровоградської ОДА (з 27 серпня 2020 по 15 квітня 2021).

## Життєпис
Закінчив Інститут міжнародних відносин КНУ ім. Шевченка, міжнародні економічні відносини (1995—2000).
Працював:
- спеціалістом, спеціалістом першої категорії відділу технічного захисту інформації Управління інформаційних технологій МЗС України (січень 2001 — березень 2003),
- спеціалістом другої категорії Посольства України в Республіці Корея (березень — грудень 2003),
- аташе, завідуючим консульським відділом Посольства України в Республіці Корея (грудень 2003 — вересень 2008),
- директором Підприємства з іноземними інвестиціями «КОРУС Україна» (грудень 2008 — серпень 2009),
- головним спеціалістом сектору супроводження перспективних проектів співробітництва з країнами Азіатсько-Тихоокеанського регіону Управління зовнішньоекономічної політики та міжнародного співробітництва Секретаріату Кабінету Міністрів України (вересень 2009 — серпень 2010),
- директором державної бюджетної установи «Кіровоградський регіональний центр з інвестицій та розвитку» (серпень 2010 — серпень 2011),
- начальником Регіональної служби охорони і реставрації пам'яток містобудування та архітектури Кіровоградської обласної ради (серпень 2011 — березень 2014)[3],
- помічником-консультантом народного депутата України (грудень 2014 — вересень 2016),
- заступником генерального директора по інвестиціям та розвитку ПАТ «2-й ім. Петровського цукровий завод», смт Олександрівка, Кіровоградська область (жовтень 2016 — грудень 2019),
- заступником директора з інвестицій ТОВ «Марлен-КД», смт Компаніївка, Кіровоградська область (травень — серпень 2020).
- головою Кіровоградської обласної адміністрації (27 серпня 2020 — 15 квітня 2021), його наступником на цій посаді став Валерій Жалдак[4].

## Особисте життя
Одружений, має двох синів.